# Просвет (Самарская область)
Просве́т — посёлок в Волжском районе Самарской области России. Административный центр сельского поселения Просвет.

## География
Посёлок находится в центральной части Самарской области, в пределах Низкого Заволжья, в лесостепной зоне, при автодороге М5 , на расстоянии примерно 26 км (по прямой) к востоку-юго-востоку (ESE) от города Самара, административного центра района. Абсолютная высота — 138 м над уровнем моря.
Климат
Климат характеризуется как континентальный, с морозной зимой и продолжительным тёплым летом. Среднегодовая температура — 4,4 — 4,8 °C. Среднегодовое количество атмосферных осадков колеблется в диапазоне от 483 мм до 504 мм. Снежный покров в течение 140−160 дней.
Часовой пояс
Посёлок Просвет, как и вся Самарская область, находится в часовой зоне МСК+1. Смещение применяемого времени относительно UTC составляет +4:00.

## Население
| 2010 |
| ---- |
| 2253 |

Половой состав
По данным Всероссийской переписи населения 2010 года, в гендерной структуре населения мужчины составляли 46 %, женщины — соответственно 54 %.
Национальный состав
Согласно результатам переписи 2002 года, в национальной структуре населения русские составляли 76 % из 2108 чел.

## Улицы
| - ул. 70 лет Октября, - ул. Волжская, - пер. Волжский, - ул. Дальняя, - ул. Дачная, - ул. Дорожная, - ул. Заовражная, - ул. Зелёная, | - пер. Зелёный, - ул. Крайняя, - пер. Лесной, - ул. Луговая, - пер. Луговой, - ул. Мирная, - ул. Молодёжная, - пер. Нефтяников, | - ул. Новая, - ул. Озёрная, - пер. Озёрный, - пер. Октябрьский, - ул. Рабочая, - ул. Садовая, - ул. Самарская, - ул. Советская, | - ул. Солнечная, - пер. Солнечный, - пер. Специалистов, - пер. Трудовой, - ул. Чапаевская, - ул. Школьная, - пер. Юбилейный, - ул. Южная. |